# Nadin Burkhardt
Nadin Burkhardt (* 1975) ist eine deutsche Klassische Archäologin.

## Wissenschaftliche Karriere
Nadin Burkhardt studierte Klassische Archäologie, Kunstgeschichte sowie Provinzialrömische Archäologie in Berlin, Paris und an der Universität zu Köln. Im Juni 2004 beendete sie in Köln ihr Studium mit einem Magisterabschluss. Danach wurde sie Wissenschaftliche Assistentin am Fachgebiet Klassische Archäologie des Fachbereiches Architektur an der TU Darmstadt, unter der Leitung von heiner Knell und später von Franziska Lang. Von 2006 bis 2009 war Burkhardt als Gerda-Henkel-Stipendiatin des Schwerpunktprogrammes Italische Kulturen vom 7.–3. Jh. v. Chr. in Unteritalien und Sizilien an der Abteilung Rom des Deutschen Archäologischen Instituts (DAI); das Programm stand unter der Leitung von Richard Neudecker und Henner von Hesberg. Im Juni 2008 wurde sie in Köln mit der Arbeit Zwischen Tradition und Modifikation. Kulturelle Austauschprozesse in den Bestattungssitten der griechischen Kolonien in Unteritalien und Sizilien vom 8. bis zum 5. Jh. v. Chr. bei Henner von Hesberg promoviert. Von Juni bis Oktober des Jahres war Burkhardt Wissenschaftliche Mitarbeiterin des Schwerpunktprogrammes 1171, Frühe Zentralisierungs- und Urbanisierungsprozesse. Zur Genese und Entwicklung frühkeltischer Fürstensitze am Landesamt für Denkmalpflege am Regierungspräsidium Stuttgart tätig und dort für Koordination und Management zuständig. Vom November 2008 bis Februar 2017 war sie Wissenschaftliche Assistentin in der Klassischen Archäologie am Institut für Archäologische Wissenschaften an der Johann-Wolfgang-Goethe-Universität Frankfurt am Main. Unterbrochen für einen Forschungsaufenthalt von April 2014 bis März 2015, wo sie als Stipendiatin der Gerda Henkel Stiftung an der Abteilung Athen des DAI tätig war. Von Oktober 2016 bis Februar 2017 vertrat Burkhardt eine Juniorprofessur für Klassische Archäologie an der KU Eichstätt-Ingolstadt. Seit März 2017 hat sie diese Stelle inne und ist zudem als Nachfolgerin von Gerhard Zimmer Professorin für Klassische Archäologie an dieser Universität.
Schon als Studentin nahm Burkhardt an archäologischen Grabungen teil. 1999 war sie an der von Anne Ley geleiteten Lehrgrabung im Archäologischen Park Xanten beteiligt, 2004 war sie bei der von Martin Bentz und Christoph Reusser geleiteten Grabung in Marzabotto (Italien) in Grabung und Fundbearbeitung tätig. 2005 und 2006 nahm sie an den von Claudia Bührig und Günther Schauerte geleiteten Grabungen in Gadara (Umm Qais, Jordanien) teil und war dort in der Fundbearbeitung tätig, leitete aber auch einen Grabungsschnitt. Von 2009 bis 2011 war Burkhardt gemeinsam mit Mark Wilson für die Grabungen an der Synagoge  im Westviertel von Priene unter der Gesamtleitung von Wulf Raeck zuständig. Von 2016 bis 2019 leitete sie mit Stephan Faust Grabungen in Pithekoussai (Lacco Ameno, Ischia), sowie 2020 die Lehrgrabung Römerstraße Wettstetten-Echenzell in Bayern.
Burkhardts Forschungsschwerpunkte liegen in der spätantiken Stadtentwicklung, insbesondere in Griechenland, bei den Diaspora-Synagogen in Kleinasien, im Bereich der italischen vorrömischen Kulturen und der Kolonisierung in der Magna Graecia. Darüber hinaus forscht sie zu Akkulturrationsphänomen sowie Bestattungssitten. Von 2009 bis 2012 war Burkhardt Schriftführerin der Mommsen-Gesellschaft, von 2012 bis 2016 Hauptausschussmitglied im Deutschen Archäologen-Verband, seit 2024 ist sie Jurymitglied im Vergabegremium des Bruno-Snell-Preises der Mommsengesellschaft e. V.

## Schriften
Burkhardt gibt mit Henner von Hesberg, Erich  Kistler, Alessandro Naso, Richard Neudecker, Christiane Nowack und Ellen Thiermann die Reihe Italiká heraus.
- Herausgeberin mit Rudolf H. W. Stichel: Die antike Stadt im Umbruch. Reichert, Wiesbaden 2010, ISBN 978-3-89500-761-3.
- Apulien. (= Der archäologische Führer), Philipp von Zabern, Darmstadt/Mainz 2012, ISBN 978-3-8053-4458-6.
- Zwischen Tradition und Modifikation. Kulturelle Austauschprozesse in den Bestattungssitten der griechischen Kolonien in Unteritalien und Sizilien vom 8. bis zum 5. Jh. v. Chr. (= Italiká, Band 2), Reichert, Wiesbaden 2013, ISBN 978-3-89500-954-9. [= Dissertation]
- Herausgeberin: Archäologie in Eichstätt. Begleitheft zur Ausstellung Schau.Fenster.Tour anläßlich des 1111. Jubiläums der Stadt Eichstätt im Jahr 2019. Katholische Universität Eichstätt-Ingolstadt, Eichstätt 2019.

Publikationsverzeichnis bei academia.edu.